# 에드워드 하이모어
에드워드 토머스 하이모어(영어: Edward Thomas Highmore, 1961년 4월 3일 ~ )는 잉글랜드의 배우이다.

## 생애
에드워드 하이모어는 런던 킹스턴어폰템스에서 태어나서 서리주에 위치한 길드퍼드 연극 학교를 졸업했다. 1984년에 영국방송공사(BBC)에서 방송된 텔레비전 드라마 《닥터 후》의 에피소드 〈불의 행성〉(Planet of Fire)의 등장인물 가운데 하나인 멀컨(Malkon) 역할을 맡았고 1985년부터 1990년까지 영국방송공사(BBC)에서 방송된 텔레비전 드라마 《하워드 웨이》(Howards' Way)에서 리오 하워드(Leo Howard) 역할을 맡았다.
에드워드 하이모어는 2005년에 개봉된 영화 《찰리와 초콜릿 공장》에서 찰리 버킷 역할을 맡은 배우인 프레디 하이모어의 아버지이기도 하다. 에드워드와 프레디 하이모어 부자는 2001년에 방송된 미국의 텔레비전 드라마 《잭과 콩나무: 리얼 스토리》(Jack and the Beanstalk: The Real Story)에서 함께 출연하기도 했다. 에드워드 하이모어의 아내인 수 러티머(Sue Latimer)는 대니얼 래드클리프를 비롯한 여러 의뢰인들의 에이전트이기도 했다.